# 凡德里亞納區
凡德里亞納區，是馬達加斯加的行政區，位於該國中部，由阿莫羅尼馬尼亞區負責管轄，首府設於凡德里亞納，面積2,232平方公里，2011年人口191,032，人口密度每平方公里86人。